# 수지상 세포

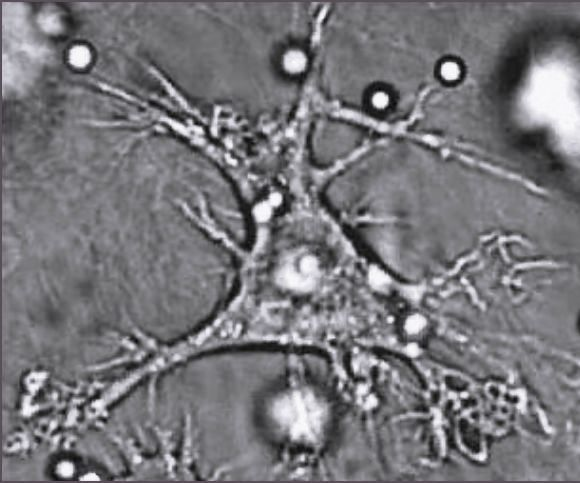
수지상 세포

수지상 세포(樹枝狀細胞, 영어: dendritic cell)는 포유류의 면역계를 구성하는 면역 세포이다. 그들의 주 기능은 병원균 물질을 처리하여 면역계의 다른 세포를 위해 표면에 표시하는 것이다. 즉 수지상 세포는 항원전달세포로 기능한다. 그들은 선천성 면역반응과 후천성 면역반응 사이의 매개체로서 기능한다.
수지상 세포는 특수화된 수지상 세포인 랑게르한스 세포가 있는 피부, 비강, 폐, 위, 장 등 외부 환경과 접촉이 있는 조직들에 존재하며 혈액 내에서 미성숙한 상태로 발견될 수 있다. 한번 활성화되면 림프절로 이동하여 T 세포와 상호작용하여 후천성 면역반응을 개시하고 조절한다. 수지상 세포라는 명칭은 특정 성숙 과정에서 나뭇가지 모양으로 뻗어나기 때문에 붙여졌다. 뉴런의 축삭돌기와 모양은 비슷하지만, 구조에서 많은 차이가 나타난다.
랠프 스타인먼은 수지상 세포의 발견 및 면역 기능 연구로 2011년 노벨 생리학·의학상을 수상하였다.

## 수지상 세포의 세포주기

### 미성숙 세포의 형성
수지상 세포는 조혈 골수 간세포(hematopoietic bone marrow progenitor cell)로부터 만들어진다. 이 간세포(progenitor cell)들은 초기에 미성숙한 수지상 세포로 변환된다. 이 세포들은 높은 내포작용과 낮은 T 세포 활성화 전위라는 특징을 가진다. 미성숙 수지상 세포는 주변 환경으로부터 바이러스나 박테리아와 같은 병원균을 찾기 위해 끊임없이 샘플링한다. 이것은 톨유사수용체(TLR)와 같은 패턴 인식 수용체(PRR)에 의해 이루어진다. TLR은 병원균의 일부 집단에서 나타나는 특징적인 화학 특징을 인식한다. 그들이 일단 병원균과 접촉하게 되면, 활성화되어 성숙 수지상세포가 되며 림프절로 이동하기 시작한다. 미성숙 수지상 세포는 병원균을 식균작용으로 삼키고 단백질을 분해하여 세포 표면에 그 조각들을 MHC를 이용하여 표시한다. 동시에, 그들은 CD80, CD86, CD40과 같은 T 세포 활성화에서 공동수용체로 쓰이는 세포 표면 수용체의 양을 늘려서 T 세포 활성화에 대한 능력을 증가시킨다. 또한 CCR7도 양을 늘려서, 수지상 세포가 혈액을 통해 비장으로 이동하거나 림프계를 거쳐 림프절로 이동하는 것을 유도한다. 그 곳에서 그들은 항원전달세포(Antigen Presenting Cell)로서 기증한다. 그들은 보조 T세포(helper T cell)와 세포독성 T세포(killer T cell), 그리고 B 세포에게 병원균에 대한 항원을 보여주기, 또는 비항원 특이적 공동자극 신호를 통해 활성화시킨다.
모든 보조 T 세포는 하나의 항원에 대해 특징적이다. 전문적인 항원 표출 세포(대식세포, B 세포, 수지상세포)만이 휴지기에 있는 보조 T 세포를 항원 표지를 통해 자극할 수 있다.
성숙 수지상 세포(mDC)는 단핵구로부터 유도될 수 있다. 단핵구는 수지상 세포와 대식세포 모두로 분화할 수 있는 백혈구이다. 단핵구는 골수의 줄기세포로부터 만들어진다. 단핵구 유도 수지상 세포는 말초 혈액 단핵구로부터 in vitro로 생성될 수 있다. 이 단핵구들을 인터루킨 4 (IL-4)와 과립구 대식세포 콜로니 자극 인자(GM-CSF)로 처리해주면 한 주 이내에 미성숙 수지상 세포(iDC)로 분화된다. 종양괴사인자 알파(TNF-α)를 추가적으로 처리해주면 iDC를 성숙 수지상 세포로 분화시킬 수 있다.

## 미디어

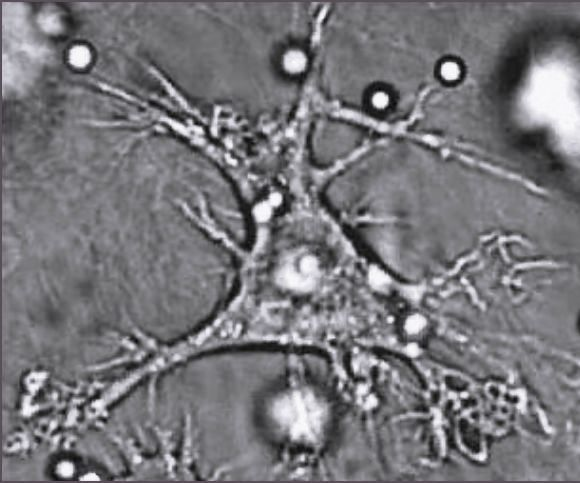
수지상 세포
- 수지상 세포는 최대 9 μm의 거리를 통해 분생자를 끌어당긴다. 그러나 분생자는 세포에 의해 식세포화되지 않는다. 관찰은 30초마다 하나의 프레임으로 3시간에 걸쳐 이루어졌다.
- 하나의 수지상 세포가 근처에서 적어도 4개의 분생자를 효율적으로 차지하는 것을 볼 수 있다.

## 같이 보기
- 조직구
- 대식세포
- 사람의 세포표면항원무리 목록
- 사람 세포 유형 목록
- 수상돌기